# Yenipazar, Bilecik
Yenipazar là một huyện thuộc tỉnh Bilecik, Thổ Nhĩ Kỳ. Huyện có diện tích 313 km² và dân số thời điểm năm 2007 là 3952 người, mật độ 13 người/km².